# Psammotis hyalinalis
Psammotis hyalinalis là một loài bướm đêm trong họ Crambidae.